# Ri Mjongguk
Ri Mjongguk (hangul: 리명국, handzsa: 李明國, RR: Ri Myong-guk; Phenjan, 1986. szeptember 9.) észak-koreai válogatott labdarúgó, jelenleg az észak-koreai bajnokságban szereplő Phenjan Városi Sportegyesület játékosa.
Ri 15 mérkőzést játszott a 2010-es labdarúgó-világbajnokság-selejtezőin ahol mindössze csak 6 gólt kapott. 2009-ben jelölték az Év ázsiai játékosa címre.